# Bartica

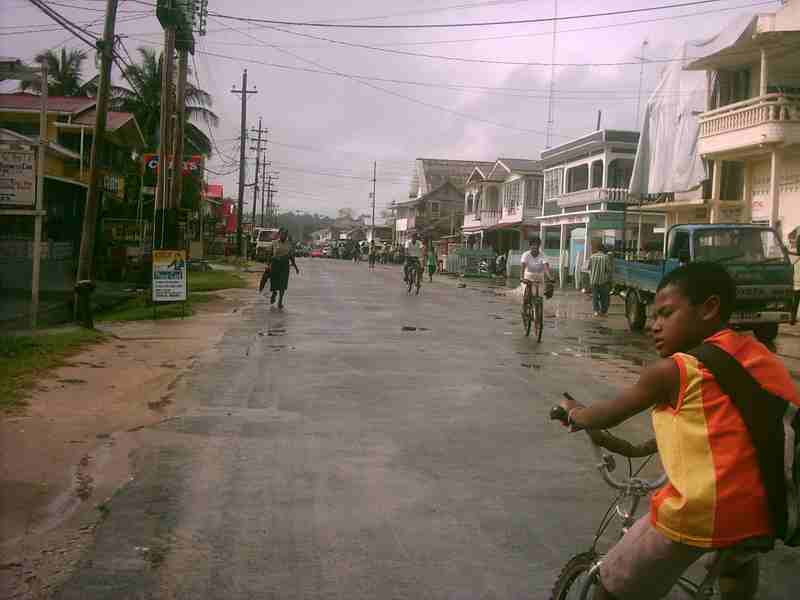
Straße in Bartica

Bartica ist eine Stadt in der südamerikanischen Region Cuyuni-Mazaruni in Guyana. Sie liegt am linken Ufer des Essequibo am Zusammenfluss von Cuyuní und Mazaruni mit dem Essequibo. Dadurch wurde die Stadt zum wichtigen Einfallstor ins Landesinnere. Die Stadt entstand durch eine Ansiedlung von anglikanischen Missionaren im Jahre 1842, die bereits wenige Jahre später rund 30 Häuser und eine Kirche vorweisen konnte. Der Name Bartica bedeutet rote Erde.
Die Stadt hat zwei weiterführende und drei Grundschulen, im Ort findet sich zudem ein Krankenhaus. Im Norden des Ortes gibt es Ruinen eines alten niederländischen Forts Kyk-Over-All. An jedem Osterwochenende findet in Bartica eine Regatta mit weiteren Sportveranstaltungen wie Cricket, Boxen und Fußball statt. Es gibt zudem eine Straßenparade und eine Wahl zur Miss Bartica Regatta. Im August gibt es eine weitere Regatta.

## Bürger
- Ivor Mendonca, ein Cricketspieler, wurde in Bartica geboren
- Dianne Ferreira-James, eine FIFA-Schiedsrichterin

## Massaker
Am 17. Februar 2008 wurde Bartica durch eine Gang von Rondell Rawlins überfallen. Zwölf Personen, darunter drei Polizisten, wurden erschossen. Zahlreiche Geschäfte wurden geplündert.

## Persönlichkeiten
- Frank Bowling (* 1936 in Bartica), britischer Künstler